# 윤진성
윤진성(1971년 7월 18일 ~ )은 대한민국의 배우이다.

## 학력
- 한국예술종합학교
- 국민대학교 국어국문학 학사

## 출연작

### 영화
- 《검은 수녀들》 (2025년) - 박명자 역
- 《탯줄》 (2015년) - 성모 새 엄마 역
- 《요가학원》 (2009년) - 간미희 (목소리) 역
- 《파라다이스 빌라》 (2001년) - 이주나 친구 역

### 드라마
- 《보이스 4》 (2021년, tvN) - 연이(곡연희) 역
- 《오월의 청춘》 (2021년, KBS2) - 장석철 역
- 《이상한 변호사 우영우》 (2022년, ENA) - 은정 역
- 《더 글로리》 (2023년, Netflix) - 연화당 무당 역
- 《웰컴투 삼달리》 (2023년, JTBC) - 전혜자 역
- 《놀아주는 여자》 (2024년, JTBC) - 구미호의 어머니 역

### 뮤지컬
- 《한밤의 세레나데》

### 연극
- 《테라피》
- 《숨 숲》
- 《키스》
- 《거짓말》
- 《비온새 라이브》
- 《그,것》
- 《하얀동그라미》
- 《상자속 한여름밤의 꿈》
- 《하륵이야기》
- 《노래하듯이 햄릿》
- 《그림자그림자》
- 《또채비 놀음놀이》
- 《커다란 책속 이야기가 고슬고슬》
- 《웰컴투 타지마할》
- 《버지니아 그래이의 초상》
- 《로미오와 줄리엣》

## 수상
- 제11회 서울어린이연극제 연기상
- 제13회 서울어린이연극제 연기상